# Harry van der Weyden
Harry Van der Weyden, né le 8 septembre 1868 à Boston, Massachusetts et mort le 23 septembre 1952 à Londres, est un peintre impressionniste américain.

## Biographie
Harry Van der Weyden naît à Boston le 8 septembre 1868, fils de Henry Van Der Weyde, né hollandais, peintre et photographe américain, et de Mona Wetherbee, mariés à Boston en 1867 et qui émigrent à Londres en 1870. En 1871, la famille vit à Londres, à The Birches, Jasper Road, Upper Norwood.
En 1887, Harry Van der Weyden obtient une bourse pour la Slade School of Fine Art, où il étudie auprès d'Alphonse Legros. En 1890, il s'installe à Paris, où il étudie à l'Académie Julian, élève de Benjamin Constant, Jean-Paul Laurens et Jules Lefebvre. Exposant au Salon de Paris à partir de 1891, il obtient cette année-là une médaille d'or de troisième classe. En 1895, il est domicilié à Étaples où naît son fils Harry, c'est dans cette ville qu'il côtoie la colonie artistique d'Étaples, ce qui lui permet de rencontrer Max Bohm et Eanger Irving Couse, ce dernier est le témoin de naissance de son fils, Harry.
Entre le début du XXe siècle et jusqu'à la Première Guerre mondiale, il vit, avec sa famille, à l'hôtel du Maréchal d'Acary-de-la-Rivière à Montreuil, près d'Étaples, dans le nord de la France. En 1914, au début de la guerre, lui et sa famille quittent la France et s'installent à Rye, au 15 Market Street. À 46 ans, il s'engage dans l'armée britannique et, entre 1916 et 1918, travaille comme officier de camouflage avec les Royal Engineers britanniques au camp britannique d'Étaples, important point de transit et de stockage. Il peint plusieurs tableaux du port de pêche d'Étaples. Ses deux fils se joignent à lui, l'un d'eux étant décoré de la Croix militaire en 1918. Son tableau de 1919 Désolation : tranchées au nord de Lens 1919 dépeint les conséquences de la bataille de la cote 70, au cours de laquelle 10 000 canadiens ont été tués. Il existe deux études d'aquarelle à l'Imperial War Museum, l'une inscrite Chicory Trench, N. de Lens 1918, l'autre datée de 1919. Les deux sont proches de la peinture terminée, ce qui suggère qu'elle a été achevée au début de 1919. Van der Weyden a exposé le travail cette année-là à l'exposition de camouflage à la Royal Academy.
Harry Van der Weyden a développé une réputation avec ses peintures représentant des scènes de guerre. En 1919, lui et ses quatre enfants vivent au 22 Temple Fortune Hill, Hendon. Ils entament alors le processus de naturalisation pour devenir sujets britanniques. En 1924, le père d'Harry van der Weyden meurt à cette adresse. À partir de la fin de la décennie, il habite au 26a West End Lane, West Hampstead.
Dans les années 1920, van der Weyden travaille dans le style de peinture « tonal », avec des effets crépusculaires doux, en grande partie grâce au renouveau de l'estampe japonaise des années 1920, en particulier le style connu sous le nom de shin-hanga, qui était connu en Occident à partir d'articles parus dans le magazine Le Studio.
Il meurt à Londres le 23 septembre 1952. Un certain nombre de ses œuvres sont conservées par la Rye Art Gallery à Rye, East Sussex.

## Vie privée
Harry van der Weyden est marié avec Florence Moore, née à Boston en 1870. Les lieux de naissance de leurs enfants permettent de connaître les villes et la chronologie de leurs lieux d'habitation en France. Ils ont 7 enfants : Mona, née en 1894 à Paris, Harry, né en 1895 à Étaples, Éric et Katherine, nés respectivement en 1897 et 1898 à Paris, et enfin, Hélène, Emma et Francis, nés respectivement en 1900, 1903 et 1906 à Montreuil.

## Œuvres dans les collections publiques
- Montreuil, collection des amis du musée Roger-Rodière: Les Toits de la ville basse, Montreuil-sur-Mer, 1914, huile sur bois, 35,5 × 45,7 cm[7]